# Knight Rider: The Game
Knight Rider: The Game es un videojuego desarrollado por Davilex Games basado en la serie de televisión original del mismo nombre.
El juego fue lanzado en Europa en PlayStation 2 y PC el 22 de noviembre de 2002 y en Norteamérica en PC en 12 de febrero de 2003. El juego permite al jugador tomar el control de  KITT - The Knight Industries Two Thousand, en una variedad de misiones que incluyen, carreras, exploración, persecución y otras. El jugador también se encontrará con villanos famosos de la serie original, incluidos KARR y Garthe Knight.

## Secuela
También se produjo una secuela, llamada Knight Rider: The Game 2, que fue desarrollada nuevamente por Davilex Games y publicada por Koch Media el 5 de noviembre de 2004 para PC y PlayStation 2.